# Víctor Josep Rosselló Martí

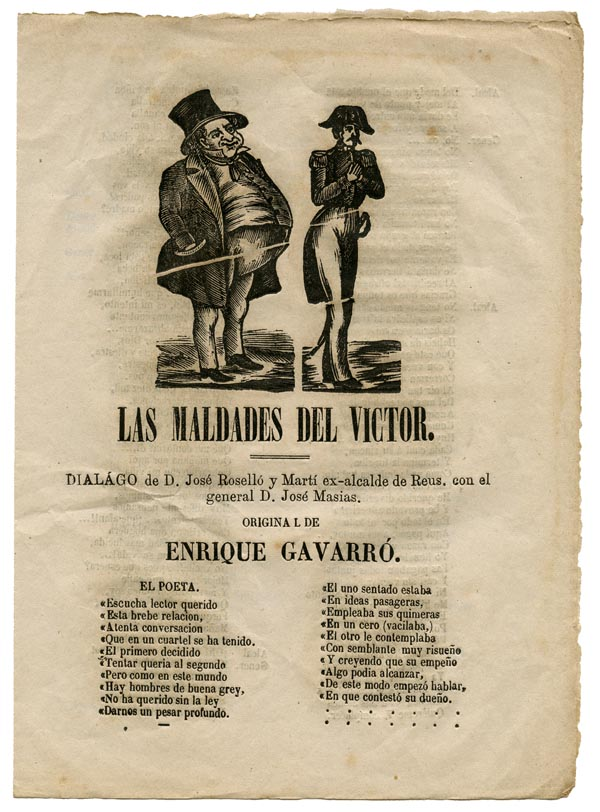
Romanço sobre Víctor Rosselló explicant un intent de reprimir al poble amb l'exèrcit

Víctor Josep Rosselló Martí (Reus, 1808 - Bordeus, una data desconeguda posterior a 1885) va ser un enòleg, terratinent i alcalde de Reus. Consta batejat a la prioral de Sant Pere de Reus el 14 de febrer de 1808, però podria haver nascut a Almoster, que en aquell temps era terme reusenc. Se'l coneixia també com Víctor Rosselló o «el Victo».
La seva família tenia terres a Almoster, que Víctor va heretar. Una partida i un barranc d'Almoster porten encara el nom del "Víctor" (que a vegades apareix com a Victo). Era enòleg, cosa que li va servir per treure bona producció de les vinyes que posseïa. També tenia instal·lat una empresa de tòrcer seda a Reus el 1844, i a Almoster criava cucs de seda. Aquesta fàbrica va ser visitada per Isabel II i la família reial aquell any de 1844 quan van visitar la ciutat de Reus, perquè era, sembla, l'empresa de producció de seda més important de la ciutat. En un dels seus masos enrunats encara hi ha unes naus on es comprova que s'hi criaven els cucs. A més de les d'Almoster, tenia terres a la banda nord de Reus. El 1867 va ser nomenat alcalde no constitucional de Reus i va iniciar la construcció d'una carretera per unir Reus amb Castellvell i Almoster. Va impulsar diverses reformes urbanístiques, va plantar arbres als carrers, va combatre la mendicitat i va impulsar la salubritat. Era un home enèrgic i il·lustrat i amb el seu caràcter autoritari es guanyà l'antipatia popular, especialment amb la destitució de diferents regidors, entre d'altres, Antoni Pascual Vallverdú, Josep Maria Pàmies, Jaume Prius i Rafael Clariana. Com a protesta, els liberals i els republicans es reunien en diferents cafès per conspirar i altres persones s'afegien a les diverses partides de revoltats que circulaven per les muntanyes properes. El punt àlgid va ser el 15 d'agost de 1868, quan dos joves que anaven a reunir-se amb els revoltats van ser detinguts i afusellats en un barranc. L'endemà es va declarar l'estat de guerra. Al mateix temps es van clausurar totes les societats recreatives reusenques, i quan posteriorment es va autoritzar la reobertura d'algunes va ser amb la condició de que retiressin el retrat de Prim. En aquells dies els socis d'El Círcol van organitzar una processó cívica amb el retrat de Prim al davant, cosa que va provocar el confinament dels seus promotors. Rosselló, possiblement per voler demostrar la seva obertura i transparència, va fer publicar una Memoria de la administración municipal de 1867, que no tan sols va incomplir aquest objectiu, sinó que va provocar una forta polèmica entre l'alcalde, el secretari i diversos regidors, i va desprestigiar la posició de Rosselló. L'ajuntament va ser molt criticat a posteriori pel periòdic La Redención del Pueblo, que l'acusava d'haver utilitzat indegudament els diners de beneficència, de crear impostos il·legals, de coaccionar la premsa, d'aprofitar-se dels seus càrrecs per fer negocis lucratius amb les obres públiques, de tenir abandonats els carrers i els edificis públics, i només en lloaven el projecte del camí de Reus a Mont-roig. A més, Rosselló havia vetat la celebració d'eleccions municipals quan se n'estaven celebrant a tot l'estat, per por de no guanyar-les.

## La Revolució de setembre i la fugida de Rosselló
Les notícies de la Revolució de Setembre iniciada a Cadis, no van arribar a Reus fins al dia 22. El subgovernador de Tarragona va fer publicar diverses proclames per tal d'atemorir al poble, i Víctor Rosselló, el dia 29, dirigia escorcolls i investigacions per descobrir els autors dels fulls volants escampats que proclamaven la Revolució, i intentava empresonar els elements més destacats del partit liberal. Un grup de ciutadans va anar a entrevistar-se amb el general Mascias, cap de la guarnició militar reusenca, que els va fer sortir del quarter, s'hi va tancar amb 3.000 homes i va esperar els resultats dels esdeveniments, amenaçant a la població amb metrallar-los. Aquesta actitud va facilitar l'esclat revolucionari a la ciutat, i el dia 30, el comitè progressista va ocupar l'ajuntament. Poc després el poble es pronunciava i va anar a la plaça del Mercadal on les multituds van assaltar l'ajuntament, i van tirar pel balcó el retrat de la Reina i altres objectes de referència monàrquica que van ser immediatament cremats al mig de la plaça. El comitè progressista es va trobar desbordat i la gent va dirigir-se a la casa de l'alcalde Rosselló, la van saquejar i van cremar al carrer mobles i objectes, mentre Rosselló es va haver d'amagar per salvar la pell. A les 2 de la tarda del 30, tot i la prohibició de Mascias, es van reunir nombrosos ciutadans i davant del buit de poder provocat per la fugida de les anteriors autoritats, van nomenar una comissió gestora amb poder per elegir una Junta Provisional. Mentrestant, l'alcalde Rosselló va fugir de manera rocambolesca de Reus conduint un tren fins a Lleida. Es va establir a Bordeus i es va dedicar al negoci del vi. El 1870 va ser cridat a l'estat espanyol per la família, però va refusar de tornar i va assegurar que no tornaria ni viu ni mort, cosa que va complir. La data de la mort és desconeguda però existeix una carta de 1885 en la que se li anuncia la mort d'un net, el que prova que en aquest any encara vivia. Una plaça, la plaça del Victo o del Víctor, on hi ha la Font de Neptú, li està dedicada a la seva ciutat.